# إيرباي براون
إيرباي براون (بالإنجليزية: Irby Brown)‏ هو فنان أمريكي، ولد في 25 مارس 1928، وتوفي في 28 مايو 2016.